# Sisor barakensis
Sisor barakensis är en fiskart som beskrevs av Vishwanath och Darshan 2005. Sisor barakensis ingår i släktet Sisor och familjen Sisoridae. IUCN kategoriserar arten globalt som sårbar. Inga underarter finns listade i Catalogue of Life.